# Die Laughing
Die Laughing (с англ. — «Умирай смеясь») — британская рок-группа, образованная в Ноттингеме, Англия, в 1992 году. Die Laughing выпустили три студийных альбома (на британском независимом лейбле Grave News Ltd.) и ретроспективный сборник Incarnations (на Cleopatra Records), стали существенной частью британской goth-сцены 1990-х годов, появились на нескольких жанровых компиляциях и распались в 1999 году. Один из основателей коллектива Джон Берри возглавил собственный состав In Isolation.

## История

### Первый состав
Первый состав Die Laughing был образован в конце 1986 года в Хайсон-Грин, районе Ноттингема, музыкантами местной панк-группы Vital Stance Джоном Берри (англ. John Berry — гитара, бас-гитара), Иэном Флетчером (англ. Ian Fletcher, ударные) и Тиной Турман (англ. Tina Thurman, вокал). Vital Stance записали одну демо-плёнку (три трека) и дали несколько концертов в Ноттингеме, после чего в группу пришёл кузен Берри басист Стюарт Солт (англ. Stuart Salt), а Турман была заменена на новую вокалистку Элисон Тёрнер (англ. Alison Turner). Одновременно группа сменила название на Die Laughing и вместе с ним — музыкальное направление (от панка — к готике). Принято считать, что в название группы легло словосочетание из песни «Wake» (The Mission: One day we’ll look back at this/And laugh and laugh and we’ll die laughing…), хотя музыканты утверждали, что идея возникла у них после того, как Элисон настиг приступ хохота.
Состав активно гастролировал и записал три демо, в том числе сингл «Insomnia», который выпущен не был. Один из треков, «Wake», позже был издан на компиляции «Underground Resistance». К концу 1987 года Рик Мартин (англ. Rick Martin) заменил Флетчера за ударными. В 1988 году после выхода демо «Of Hearts & Tears» Элисон Тёрнер ушла из состава, и первый состав группы распался.

### 1992—1999
В 1992 году Die Laughing собрались вновь — в составе Джон Берри (гитара), Рэйчел Спейт (англ. Rachel Speight, вокал), Дэйв Шайнер (англ. Dave Shiner, бас-гитара), Рут Тайсон (англ. Ruth Tyson, клавишные) и некто Том (ударные).
Группа записала демо Poems Of Your Life в шеффилдской Cage Studios, куда вошли четыре песни из репертуара раннего состава Die Laughing. Запись сразу привлекла к коллективу внимание поклонников готик-рока. В ходе сессии (как утверждается в официальной биографии группы), барабанщик Том «исчез» и о никто из музыкантов с этих пор о нём не слыхал. С драм-машиной «Доктор Дак» (англ. Dr Duck) Die Laughing 12 февраля 1993 года дебютировали на концертной сцене, в пабе Narrow Boat на Канал-стрит в Ноттингеме.
В марте 1992 года было записано второе демо Love Amongst The Ruins (выпущено в двух вариантах оформления: под красной и синей обложками), куда вошли студийные записи четырёх новых композиций. Демо имело определённый успех и вывело Die Laughing в разряд «звёзд» готического андерграунда. В конце года группа вернулась в студию Cage и с приглашённым барабанщиком записала (на свои деньги) сингл «Nemesis», который планировалось издать в формате семидюймовой грампластинки. Однако, из-за финансовых трудностей, релиз пришлось отменить: вместо него в октябре 1993 года вышла кассета Nemesis EP.
По окончании (совместных с Children On STUN) летних гастролей 1994 года группа ввела в состав второго гитариста Иэна Холмана (англ. Ian Holman); вместе с Берри и Тёрнер он стал принимать активное участие в написании материала. В октябре 1994 года Die Laughing выпустили демо-кассету Shadows & Silhouettes, куда вошёл материал «Nemesis» и два новых трека.
В 1995 году группа получила сразу два предложения: от лондонского лейбла Grave News и от Мика Мерсера, составителя компиляции Gothic Rock. Die Laughing записали две новых песни: «Harlequin» — для сборника Dreams In The Witch House (Grave News) и «Safe Little World» для сборника Gothic Rock 2 (Jungle Records). Обе пластинки вышли в 1995 году.
К этому времени о Die Laughing уже было известно в США («Nemesis» стал популярным в нью-йоркских goth-клубах) и Германии. Подписав контракт с Grave News, группа в ярмутской студии Purple приступила к работе над дебютным альбомом Glamour & Suicide. Вскоре после того, как работа над пластинкой была завершена, Рут Тайсон покинула состав, и замену ей решено было не искать.
В августе, незадолго до выхода альбома, Die Laughing провели британское турне с лос-анджелесской goth-группой London After Midnight, за которым последовали несколько концертов в качестве хедлайнеров, в частности, на фестивале Necromantic Encounters в Marquee Club, который прошёл 12-13 августа 1995 года.
Успех этого выступления привёл к тому, что первый тираж Glamour & Suicide был распродан ещё до даты релиза, и его пришлось срочно допечатывать. Лейбл Grave News тут же продлил контракт с Die Laughing, но в этот момент из группы ушёл басист Дэйв Шайнер; коллектив предпочёл обставить этот разрыв как дружеское прощание — концертом в лондонском клубе Borderline.
В январе 1996 года в Ярмуте были записаны 13 треков второго альбома Heaven In Decline. На запись ушла неделя; после этого музыканты взяли отпуск и к микшированию вернулись в студию через месяц. В мае 1996 года альбом был выпущен в Европе (распространением его за пределами Британии занялась компания Vendemmian) и, как импорт, в Японии (где альбом был дополнен бонус-треком The Wytching Hour). Die Laughing провели германское турне, после чего продолжили концертную деятельность в Британии и Италии (туринский The Drachma Club).
В августе 1996 года на Sacrosanct Festival в лондонской «Астории» состоялась премьера сингла «Queen Of Swords» (позже к нему был снят видеоклип, так и оставшийся неизданным). За ним последовал записанный в Илинге, Лондон, The Temptress EP (работу над ним пришлось прервать из-за болезни Рэйчел). Осенью пластинка увидела свет в CD-формате (3 студийных и 3 концертных трека), а также вышла виниловым синглом.
В январе 1997 года Die Laughing провели германский The Looking Glass Tour, впервые здесь — в качестве хедлайнеров. Вторая часть гастролей, намечавшаяся на сентябрь, не состоялась: в туре группу заменили Эмма Конквест и This Burning Effigy (товарищи по лейблоу Grave News). Осенью Die Laughing записали альбом Caged — CD-компиляцию материала демо-плёнок группы, записанных в Cage Studios в 1992—1994 годы. Релиз был издан по предложению лейбла Cleopatra Records.
В 1998 году тот же лейбл реализовал сборник Incarnations, куда вошёл материал трёх предыдущих релизов группы и четыре прежде не издававшихся трека, записанных в ноттингемской Confetti Studios. Сборник оказался последним релизом Die Laughing.
Летом 1999 года Die Laughing дали прощальный концерт — в том самом клубе Borderline, где за четыре года до этого прощались с басистом.

### После распада
Джон Берри основал группу In Isolation. Рэйчел занялась работой в веб-дизайне. Отдельные песни группы вошли в несколько компиляций готик-рока. В 2006 году появились сообщения о том, что мини-альбом Glamour & Suicide по лицензии выходит в России.

## Дискография

### Демозаписи
- 1992 — Poems of your life…
- 1993 — Love Amongst the Ruins
- 1994 — Shadows & Silhouettes

### Альбомы и сборники
- 1995 — Glamour and Suicide
- 1996 — Heaven in Decline
- 1997 — Caged
- 1998 — Incarnations (A Retrospective)
- 1997 — The Temptress EP[1]

### Компиляции
- 1995 — Gothic Rock, Vol. 2: 80’s Into 90’s (Cleopatra Records/Jungle Records)
- 1996 — Goth Box
- 1998 — Black Bible
- 1998 — Gothspotting
- 2000 — Gothic Divas
- 2000 — This Is Goth
- 2001 — Darker Shade of Goth
- 2001 — Gothic Rock: The Ultimate Collection
- 2001 — Gothic Rock[6]